# Марі Коррідон
Марі Коррідон (англ. Marie Corridon, 5 лютого 1930 — 26 травня 2010) — американська плавчиня.
Олімпійська чемпіонка 1948 року.